# Машенцева Людмила Дмитрівна
Машенцева Людмила Дмитрівна (6 серпня 1929 року) — український картограф, кандидат географічних наук, доцент Київського національного університету імені Тараса Шевченка.

## Біографія
Народилася 6 серпня 1929 року у Волгограді, Росія. З відзнакою закінчила географічний факультет Київського університету, у 1953 році направлена на роботу в Президію Верховної ради України. У Київському університеті працювала на кафедрі геодезії та картографії асистентом, з 1970 року доцентом. Кандидатська дисертація на тему «Комплексне великомасштабне картографування України» захищена у 1969 році. Досліджувала питання тематичного та комплексного атласного картографування.
Викладала нормативні та спеціальні курси: 
- «Математична картографія»,
- «Картографічне креслення та оформлення карт»,
- «Тематичні карти».

## Наукові праці
Автор понад 50 наукових праць. Основні праці:
1. (рос.) Некоторые особенности картографирования эрозионного рельефа южной части правобережья Киевского Приднепров'я. — К., 1974.
2. Про автоматизоване складання карт рельєфу. — К., 1981 (у співавторстві).
3. (рос.) Математическая картография. Методические указания к выполнению лабораторных работ по курсу. — К., 1985.
4. (рос.) Проектирование, составление и издание карт и атласов. Методические указания к выполнению лабораторных работ по курсу. — К., 1985 (у співавторстві).
5. (рос.) Картографическое черчение и оформление карт. — К., 1986 (у співавторстві).